# Nikon F-501
La Nikon F-501 (N2020 negli USA e Canada), è una SLR analogica per pellicola 24x36 mm prodotta dal 1986 al 1989.
Evoluzione diretta della Nikon F-301 (1985), questo modello della Nikon rappresenta per essa l'ingresso ufficiale (escludendo la Nikon F3AF del 1982) nel mercato delle macchine con messa a fuoco automatica (autofocus), in risposta alla Minolta 7000 e all'introduzione delle fotocamere Eos di Canon.

## Caratteristiche
Dispone di autoscatto elettronico con LED di avvertimento, avvisatore acustico, avvolgitore motorizzato integrato (introdotto con la F-301), possibilità di eseguire più foto al secondo (2,5), taratura automatica dell'esposimetro (sistema DX da 25 a 5000 ISO). È possibile impostare gli iso anche manualmente.

Le modalità di esposizione sono:
- Manuale;
- Priorità del diaframma;
- Program (normale, tempi rapidi e Dual. Con quest'ultimo la macchina imposta determinati valori a seconda della focale dell'ottica impiegata).

Non dispone della Priorità dei tempi (comunque già presente sulla Nikon FA del 1983) e del lampeggiatore incorporato. 
L'autofocus è adatto sia ai soggetti statici che a quelli in movimento.
Come il modello precedente, la F-501 è in grado di operare in automatismo TTL-Flash (con lampeggiatori predisposti).
L'esposimetro opera con il metodo misurazione media a prevalenza centrale tipico della Nikon.
Dispone di  blocco dell'esposizione automatica.
Insieme alla F-301, questa macchina pone le basi per i corpi Nikon futuri: copertura di policarbonato e colorazione soltanto nera, (fino a poco tempo prima le fotocamere avevano la scocca di metallo ed erano quasi sempre disponibili sia in colorazione nera che argentata).